# Kosice Challenger 1994
Il Kosice Challenger 1994 è stato un torneo di tennis facente parte della categoria ATP Challenger Series nell'ambito dell'ATP Challenger Series 1994. Il torneo si è giocato a Košice in Slovacchia dal 13 al 19 giugno 1994 su campi in terra rossa.

## Vincitori

### Singolare
Horst Skoff ha battuto in finale  Iztok Bozic con il punteggio di 6–3, 6–3

### Doppio
Tommy Ho /  Mikael Tillström hanno battuto in finale  Emanuel Couto /  Bernardo Mota con il punteggio di 7–6, 6–1